# Microdochium queenslandicum
Microdochium queenslandicum är en svampart som beskrevs av Matsush. 1989. Microdochium queenslandicum ingår i släktet Microdochium, ordningen kolkärnsvampar, klassen Sordariomycetes, divisionen sporsäcksvampar och riket svampar.   Inga underarter finns listade i Catalogue of Life.